# Епархия Уэльвы
Епархия Уэльвы (лат. Dioecesis Onubensis, исп. Diócesis de Huelva) — католическая епархия латинского обряда, расположенная в провинции Уэльва, Испания.

## История
Самые ранние сведения о существовании христианства на территории современной провинции Уэльва относятся к V веку. В вестготской Испании существовала епархия с центром в городе Ньебла в 20 км от Уэльвы. Первым известным её епископом был Винкомалос, который занял кафедру Ньеблы в 466 году. Епископ Басилио (около 585—590) подписал акты Третьего Толедского собора (589 год). Епископ Иоанн участвовал в работе Четвёртого и Пятого Толедских соборов, епископы Ньеблы подписывали протоколы и последующих соборов и синодов Испанской церкви.
После завоевания Испании маврами в начале VIII века христианское население региона продолжало существовать ещё несколько веков, но в сильно стеснённых условиях. Последний епископ Ньеблы бежал в Толедо в 1154 году из-за преследований чрезвычайно враждебных к христианам Альмохадов. В течение следующего столетия все следы христианской цивилизации в регионе Уэльвы были стёрты.
Уэльва была отвоёвана христианами во главе с королём Альфонсо X в ходе Реконкисты в 1262 году, однако епархия Ньеблы после этого не была восстановлена. Территория современной провинции Уэльва вошла в состав архиепархии Севильи, где и пребывала вплоть до 1953 года.
22 октября 1953 года папа Пий XII буллой «Laetamur Vehementer» учредил епархию Уэльвы. Кафедральным собором новой епархии стала церковь Девы Марии Милосердной, построенная в XVIII—XIX веках на месте более старого здания.

## Современное состояние
Епархия является суффраганной по отношению к архиепархии Севильи. С 2006 года епархию возглавляет епископ Хосе Вилаплана Бласко. По данным на 2013 год епархия насчитывала 491 200 католиков, 172 прихода и 150 священников. Епархия разделена на 5 пастырских зон, её покровителями являются Пресвятая Дева Мария и святой Леандр Севильский.